# 丹斯維爾 (密西根州)
丹斯維爾（英語：Dansville）是位於美國密西根州英厄姆縣英厄姆鎮區的一個村。

## 人口
根據2020年美國人口普查的數據，丹斯維爾的面積為2.61平方千米，當中陸地面積為2.61平方千米，而水域面積為0.00平方千米。當地共有人口529人，而人口密度為每平方千米202人。